# Claudio Pasqualin
Claudio Pasqualin (Udine, 30 maggio 1944) è un procuratore sportivo e avvocato italiano del Foro di Vicenza, esperto di diritto sportivo.
Collezionista di "antichità" calcistiche, è anche opinionista televisivo.

## Biografia
Nel 1972 fu nominato Segretario generale dell'Associazione Italiana Calciatori della quale poi divenne vicepresidente permanendovi per quasi un decennio prima di dedicarsi all'attività di Procuratore di Calciatori.
Con questa veste ha seguito e segue calciatori del calibro di Alessandro Del Piero, Dino Baggio, Gianluca Vialli, Mauro Tassotti, Oliver Bierhoff, Francesco Toldo, Pietro Vierchowod, Gianluigi Lentini, Lorenzo Amoruso, Marco Branca, Paolo Montero, Sergio Porrini, Daniele Fortunato, Marco Delvecchio, Nicola Berti, Maurizio Ganz, Ignazio Abate, Sebastian Giovinco, Gennaro Gattuso, Domenico Criscito, e molti altri.
Come opinionista televisivo ha collaborato con la RAI nella trasmissione "90º Minuto Serie B" condotta da Mario Mattioli, in Sabato Sprint e ne "La Domenica Sportiva Estate". Ha collaborato con Mediaset in (Studio Sport), con Sky nella trasmissione "10" (anni 2003/2004) condotta da Dario Vergassola e Alessandro Bonan. È stato ospite anche a molte edizioni del programma Quelli che il calcio soprattutto durante la conduzione di Simona Ventura tra il 2001 ed il 2004: fu inviato allo Stadio Friuli di Udine con Luciana Littizzetto ed Alessia Merz, per seguire Udinese - Juventus 0-2 il 5 maggio 2002 che vide la conquista dello scudetto dei bianconeri torinesi ai danni dell'Inter.
Appassionato di ciclismo, è Campione Italiano Avvocati ed ha vinto un Campionato del Mondo Giornalisti. Nel 2010 e nel 2011 ha seguito il Giro d'Italia per Raisport nella trasmissione "Si Gira" con Marino Bartoletti. Già Presidente Nazionale di Assoprocuratori è Presidente Nazionale di Avvocaticalcio, rieletto in data 22 aprile 2013.
Ha militato nell’Udinese e nel Venezia. È Presidente dell’Unione Nazionale Veterani dello Sport (UNVS) Sezione di Vicenza,
Da fine gennaio 2018, è opinionista della neonata emittente radiofonica RMC Sport Network.

## Curiosità
- È stato il legale dell'A.S. Roma nella vertenza contro il calciatore Falcao
- È stato il legale di parte civile per le famiglie italiane nel processo di Bruxelles per la strage dell'Heysel del 1985.
- Membro del consiglio d'amministrazione della F.I.F.P.R.O (Fédération Internationale des Associations de Footballeurs Professionnels)
- Membro del collegio sindacale dell'ENPALS
- Membro della Commissione di Studio della F.I.G.C.
- 6 volte (dal 2006) Campione Italiano Avvocati nel campionato nazionale ciclismo organizzato dall'A.I.M.A.N.C. (Associazione italiana magistrati avvocati notai ciclisti).
- 3 volte Campione Italiano nel campionato nazionale ciclismo organizzato dall’AGCI (Associazione Giornalisti Ciclisti Italiani) e una volta Campione del Mondo di Ciclismo Giornalisti organizzato dalla WPCC (World Press Cycling Championship)
- Membro della Venerabile Confraternita del Bacalà alla Vicentina
- Membro della Magnifica Fraglia del Torcolato.
- “Nobile” del Ducato dei Vini Friulani
- Socio Onorario dell’Associazione Nazionale Atleti Azzurri d’Italia